# Joana Ramos
Joana Ramos, född 16 januari 1982, är en portugisisk judoutövare.
Ramos tävlade för Portugal vid olympiska sommarspelen 2012 i London. Hon blev utslagen i den andra omgången i halv lättvikt mot Priscilla Gneto. Vid olympiska sommarspelen 2016 i Rio de Janeiro blev Ramos återigen utslagen i den andra omgången i halv lättvikt, denna gång mot Ma Yingnan.
Vid olympiska sommarspelen 2020 i Tokyo blev Ramos utslagen i den första omgången i halv lättvikt mot Angelica Delgado.